# ヒルトン・スミス
ヒルトン・スミス（Hilton Lee Smith, 1907年2月27日 - 1983年11月18日）は、1930～1940年代にアメリカ合衆国のニグロリーグで活躍していた野球選手。主なポジションは投手。テキサス州ギディングス生まれ。右投げ右打ち。

## 来歴・人物
プロの野球選手としての経歴は生まれ故郷テキサス州オースチンのマイナー球団から始まった。1932年にルイジアナ州のモンロー・モナークスに入団。チームはその年ニグロリーグのワールドシリーズまで進出したが、ピッツバーグ・クロフォーズの前に屈する。モンローに1935年まで在籍した後は、ノースダコタ州のセミプロチームで投げていたが、1936年にチームがカンザス州のトーナメントに出場した時、彼の好投がカンザスシティ・モナークスのスカウトの目にとまり、スミスはモナークスとの契約に至る。
スミスの持ち味は浮き上がってくるような速球と鋭いカーブで、コントロールも抜群だったという。1937年にスミスはシカゴ・アメリカン・ジャイアンツを相手にノーヒットノーランをやってのける。モナークスに移ってからは毎年20勝以上を挙げていたそうで（ニグロリーグやその他の交流試合を含むと思われる）、1938年以降は5年続けてリーグの最多勝利投手となり、1939年から1942年の4年間の成績は93勝11敗と、非常に負けの少ない投手だった。1941年のシーズンは最多勝利投手となりながら、無敗でシーズンを終えている。ニグロリーグの東西オールスターゲームには1937年以降6年続けて出場し、ニグロ・ワールド・シリーズにも1942年と1946年に出場している。シリーズでの通算の防御率は1.29だった。またオフシーズンにはキューバやベネズエラに渡りウィンターリーグにも参加していた。
スミスはメジャーリーグの『カラーライン』が破られて後、メジャーリーグからの入団の誘いもあったそうだが、オファーを断っている。ニグロリーグでの待遇がそれを上回っていたためだそうである。しかし1948年に球団が売却され、それに伴ってスミスはチームを離れ選手を引退する。その後は教師や製鉄所などで働き、またシカゴ・カブスのスカウトとしても活動していた。晩年はかつてのニグロリーグの選手達のアメリカ野球殿堂入りの支援のための活動をしていたが、本人の活躍は同時期に活躍したサチェル・ペイジの影に隠れ、なかなか評価されることがなかった。1983年にカンザスシティで死去。スミスがベテランズ委員会によりアメリカ野球殿堂入り選手に選出されたのは、2001年のことである。

## 記録・表彰等
- 通算成績：161勝22敗、打率.326
- メジャーリーグとの交流試合：通算6勝1敗